# Luxemburg op het Eurovisiesongfestival
Luxemburg neemt sinds de eerste editie in 1956 deel aan het Eurovisiesongfestival. Na zich in 1993 te hebben teruggetrokken uit het festival, keerde het land in 2024 terug op het Eurovisiesongfestival in Malmö, Zweden.

## De balans

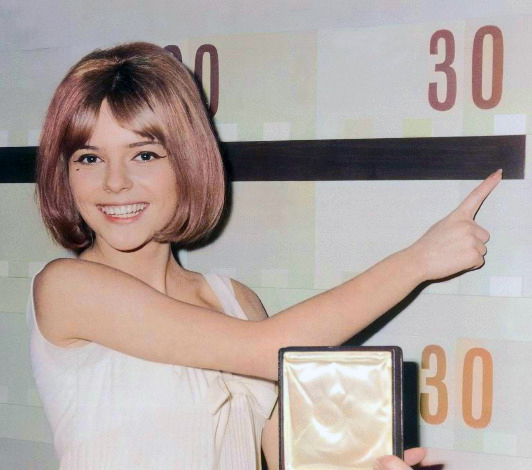
France Gall zorgde in 1965 voor de tweede overwinning van Luxemburg

Luxemburg heeft op het Eurovisiesongfestival vele successen gekend. Van de 39 inzendingen eindigden er 20 bij de beste tien. Vijfmaal wist Luxemburg het songfestival te winnen:
1961: Jean-Claude Pascal - Nous les amoureux 

1965: France Gall - Poupée de cire, poupée de son 

1972: Vicky Leandros - Après toi 

1973: Anne-Marie David - Tu te reconnaîtras 

1983: Corinne Hermès - Si la vie est cadeau
Qua aantal zeges staan de Luxemburgers op de derde plaats, samen met Frankrijk,  Nederland en het Verenigd Koninkrijk, die ook vijf keer wonnen. Ierland en Zweden zijn recordhouders met elk zeven overwinningen.
Driemaal eindigde Luxemburg op de laatste plaats. Dat gebeurde met Solange Berry in 1958, met Camillo Felgen in 1960 en met David Alexandre Winter in 1970. De laatstgenoemde wist bovendien geen enkel punt te scoren; dit was de enige Luxemburgse inzending die nul punten kreeg.

## Het songfestival op Luxemburgse bodem

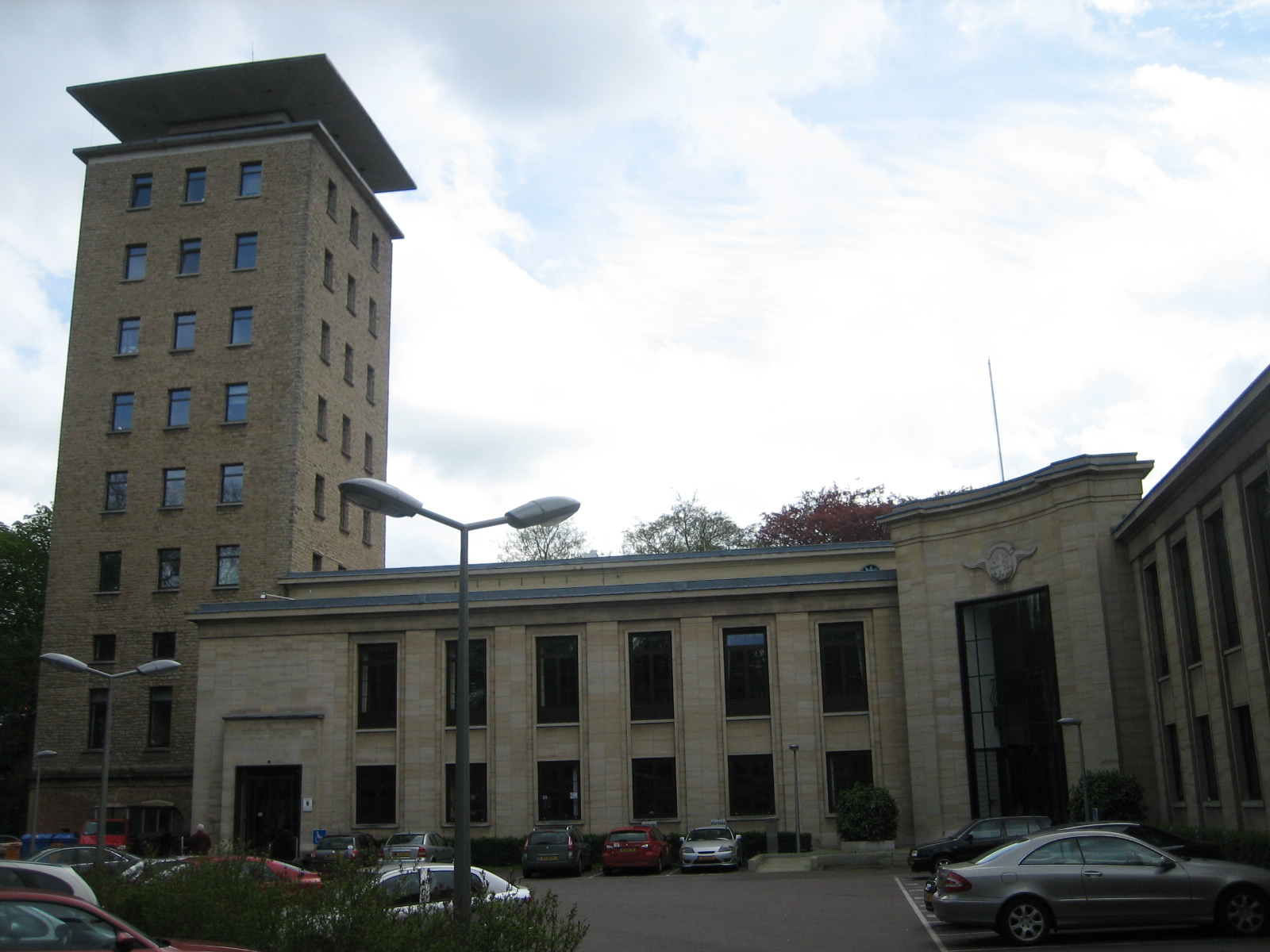
Villa Louvigny was in de jaren zestig tweemaal het decor voor het songfestival

Omdat Luxemburg vijfmaal het songfestival won, heeft het land ook vijfmaal het recht gehad om het songfestival te mogen organiseren. Viermaal vond het songfestival daadwerkelijk in Luxemburg plaats:
- 1962: Villa Louvigny, Luxemburg
  - Presentatie: Mireille Delannoy
- 1966: Villa Louvigny, Luxemburg
  - Presentatie: Josiane Shen
- 1973: Grand Théâtre, Luxemburg
  - Presentatie: Helga Guitton
- 1984: Grand Théâtre, Luxemburg
  - Presentatie: Désirée Nosbusch

Eenmaal deed Luxemburg afstand van de organisatie:
- Nadat het in 1973 nogmaals het songfestival won, kreeg Luxemburg in 1974 voor het tweede jaar op rij het recht om de wedstrijd te organiseren. De nationale omroeporganisatie CLT had hier, zo kort na de vorige organisatie, echter geen budget voor. De Britse omroep BBC wierp zich op als vervanger, waardoor het Eurovisiesongfestival van 1974 uiteindelijk plaatsvond in de Engelse kuststad Brighton.

## Songfestivals zonder Luxemburg
Tussen 1956 en 1993 was Luxemburg een trouwe deelnemer aan het Eurovisiesongfestival. Het land was in deze periode slechts één keer afwezig: in 1959. De Luxemburgers trokken zich toen terug, naar verluidt uit onvrede over de laatste plaats die Solange Berry een jaar eerder had behaald. De Luxemburgse televisie zond het songfestival overigens wel gewoon uit.
In 1994 was Luxemburg er voor de tweede keer niet bij. Door de val van het IJzeren Gordijn en het uiteenvallen van Joegoslavië, waren er ineens zoveel nieuwe songfestivallanden bij gekomen, dat de EBU zich genoodzaakt voelde een roulatiesysteem in te voeren waarbij slecht scorende landen verplicht een jaar moesten overslaan. Luxemburg, dat begin jaren negentig zeer matig had gepresteerd, was een van de gedupeerden en moest verstek laten gaan. In 1995 was het land weer welkom, maar inmiddels hadden de Luxemburgers besloten voortaan vrijwillig van deelname af te zien. Sinds 2024 deed Luxemburg, na 31 jaar afwezigheid, weer mee. Luxemburg moet, net als de meeste landen, zich eerst kwalificeren in een van de halve finales.

### Een eventuele terugkeer
Dat Luxemburg na 1993 nooit meer op het Eurovisiesongfestival is verschenen, heeft vooral een financiële reden. Het festival is sinds de jaren negentig sterk gegroeid, zowel qua aantal deelnemende landen als qua begroting. Hoewel Luxemburg een van de rijkste landen van Europa is, is het de kleine Luxemburgse omroep die bij een deelname opdraait voor de financiële verplichtingen. Omdat deze kosten worden berekend op het BNP van de bevolking, is het voor een klein land als Luxemburg even duur om mee te doen als bijvoorbeeld Roemenië, dat 22 miljoen inwoners heeft. Daarnaast zou Luxemburg, in het geval van een eventuele overwinning, de organisatie van het songfestival ook niet kunnen bekostigen.
Desondanks is er toch verschillende keren gespeculeerd over een terugkeer van Luxemburg. In 2004 deed de invoering van de halve finale, waardoor ieder land elk jaar mee kan doen, de interesse van omroep RTL in het songfestival weer opwekken. De omroep meldde zich officieel bij de EBU, en de eerste Luxemburgse deelname sinds elf jaar leek aanstaande. Uiteindelijk bleek echter dat het financieel toch niet realiseerbaar was. De omroep trok zich vroegtijdig terug. Een jaar later, in 2005, kwam RTL vervolgens met de verklaring dat het geen plannen meer had om aan het songfestival mee te doen, en dat Luxemburg "nooit" meer zou terugkeren. Deze uitspraak, die op weinig sympathie kon rekenen, trok de aandacht van Tango TV, een andere Luxemburgse omroep die de klus wel van RTL wilde overnemen. De zender toonde de intentie om Luxemburg in 2007 naar het songfestival te laten terugkeren. Toch bleek ook dit een utopie; Tango TV was geen lang leven beschoren en werd opgedoekt in maart 2007.
Liefhebbers van het Eurovisiesongfestival, verenigd in OGAE, voeren al jaren campagne om Luxemburg op de een of andere manier terug te krijgen op het jaarlijkse liedjesfestijn. De belangrijkste beweegreden hierbij is dat Luxemburg in 1956 een van de stichtende songfestivallanden was, en door de jaren heen verantwoordelijk is geweest voor grote successen. In Luxemburg zelf wordt de herinnering aan het songfestival levend gehouden met de jaarlijkse Eurovision Gala Night, waarbij bekende oud-deelnemers optreden. Dit evenement genereert veel media-aandacht, en bewoog RTL er in 2009 zelfs toe om serieuze plannen te smeden voor een deelname aan het songfestival van 2010. Er werden lange gesprekken gevoerd met de EBU, maar het kleine budget van de zender bleef een groot struikelblok. In 2012 ontstonden wederom sterke geruchten dat een Luxemburgse terugkeer op handen was, maar deze bleken ongegrond.
In 2014 werd de Eurovision Gala Night bijgewoond door de Luxemburgse minister van cultuur, Maggy Nagel. Door oud-songfestivalwinnares Linda Martin werd zij tijdens de show geconfronteerd met de vraag of een spoedige terugkeer van Luxemburg op het songfestival realistisch was. Nagel knikte hierop instemmend, maar verklaarde nadien dat dit een misverstand was geweest. Later in 2014 verscheen het opvallende bericht dat RTL in gesprek was met SMRTV, de nationale publieke omroep van San Marino, over een eventuele samenwerking voor het songfestival van 2015. SMRTV zou een Luxemburgse terugkeer graag mogelijk willen maken, en stelde voor gezamenlijk een inzending in te sturen. Dit zou de deelname aan het songfestival voor beide ministaatjes financieel gezien heel wat draaglijker maken. Tijdens de onderhandelingen stelde SMRTV zich genereus op; de deelname zou officieel moeten vallen onder de vlag van San Marino, maar in ruil hiervoor zou SMRTV verantwoordelijk zijn voor het grootste deel van de kosten en tevens voor het uitzenden van het evenement. Voor het Luxemburgse deel van de kosten zou RTL voor de helft kunnen terugvallen op een niet nader genoemd productiehuis, terwijl het Luxemburgse ministerie van cultuur bereid zou zijn vijftigduizend euro te voorzien voor de deelname. Afgesproken werd dat de inzending een duet zou worden tussen de Luxemburgse zanger Thierry Mersch en een zangeres uit San Marino, maar ondanks alle inspanningen faalde men uiteindelijk alsnog om het benodigde budget rond te krijgen.
In 2023 werd nog voor de finale bekendgemaakt dat Luxemburg het jaar erop terugkeert naar het festival.

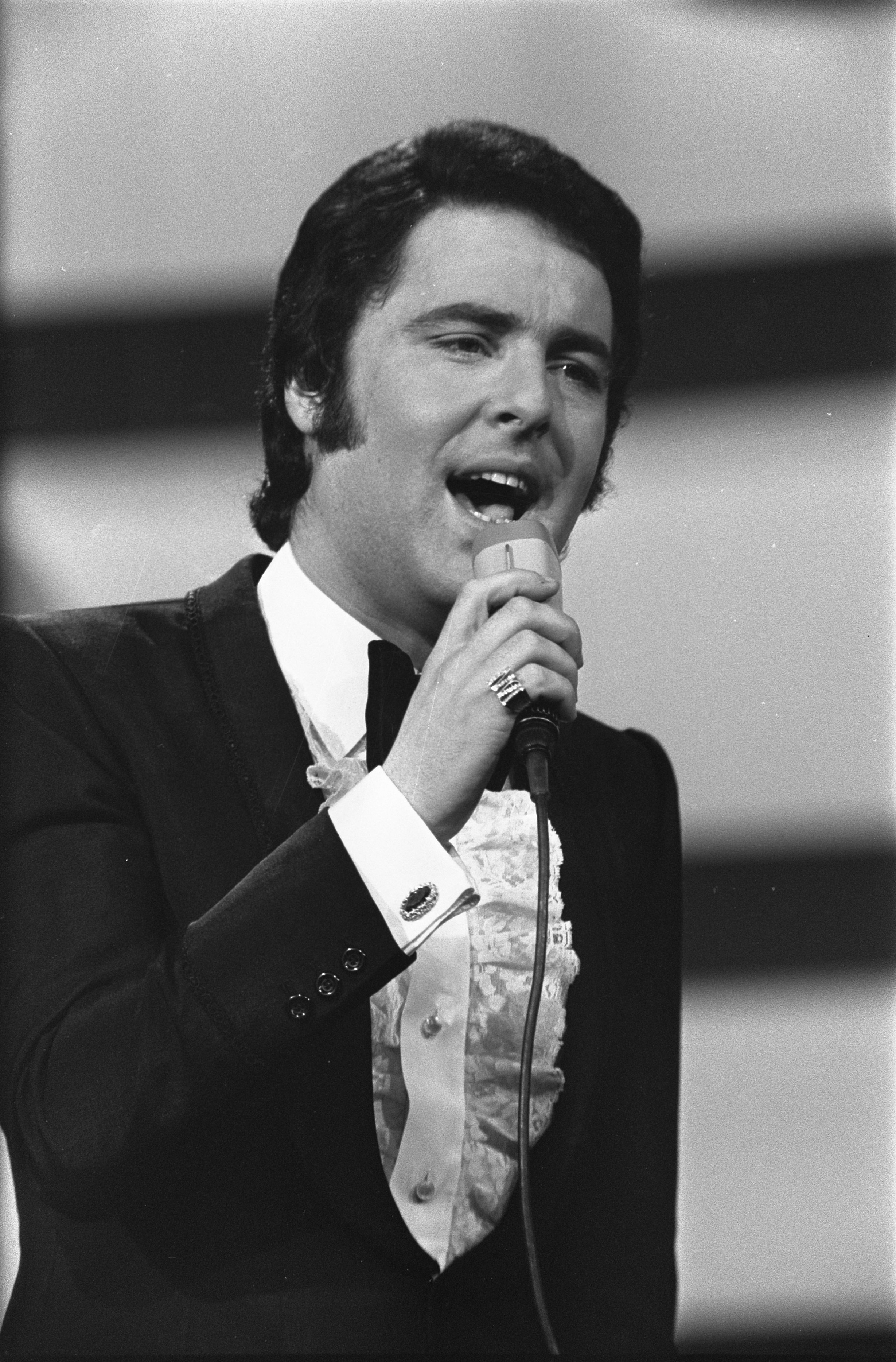
David Alexandre Winter ontving nul punten in 1970

## Buitenlandse vertegenwoordigers
De keren dat Luxemburg op het songfestival werd vertegenwoordigd door een geboren Luxemburger, zijn schaars: slechts bij negen inzendingen stond er een artiest uit eigen land op het Eurovisiepodium. Bij alle andere deelnames rekruteerde men artiesten van over de grens, omdat men vond dat er in het kleine groothertogdom zelf te weinig kwaliteit aanwezig was. De artiesten kwamen uit allerlei landen, maar vooral uit Frankrijk: zestienmaal. Daarnaast werden de Luxemburgers vertegenwoordigd door artiesten uit België, Griekenland, Duitsland, de Verenigde Staten, Nederland, Ierland, Spanje, Canada en het Verenigd Koninkrijk. De twee Nederlanders die namens Luxemburg aan het songfestival meededen, waren David Alexandre Winter in 1970 en Annemieke Verdoorn (onder de naam Margo) in 1985.
De vijf Luxemburgse overwinningen werden ook allemaal behaald door buitenlanders. Viermaal won Luxemburg met een Franse artiest, en eenmaal met de Griekse zangeres Vicky Leandros. Ook de tekstschrijvers van de Luxemburgse inzendingen, de dirigenten en de commentatoren op de Luxemburgse televisie waren vaak zelf niet Luxemburgs.

## Taal
Lange tijd was het voor de deelnemende landen op het Eurovisiesongfestival verplicht om in de eigen taal te zingen. Luxemburg, dat drie officiële talen kent, bracht zijn inzendingen telkens in het Frans, met uitzondering van de jaren 1960 en 1992, toen er gezongen werd in het Luxemburgs. In 1993 bevatte de bijdrage zowel een Franstalige als een Luxemburgse tekst. Tussen 1973 en 1976 bestond er op het Eurovisiesongfestival een vrije taalregel, maar Luxemburg maakte hier in deze periode geen gebruik van. Bij de terugkeer van het land in 2024 was de bijdrage voor het eerst (gedeeltelijk) in het Engels.

## Luxemburgse deelnames
| Jaar | Artiest                                      | Titel                          | Fin. | Ptn. | Semi | Ptn. | Taal                |
| ---- | -------------------------------------------- | ------------------------------ | ---- | ---- | ---- | ---- | ------------------- |
| 1956 | Michèle Arnaud                               | Les amants de minuit           | ?    | ?    |      |      | Frans               |
| 1956 | Michèle Arnaud                               | Ne crois pas                   | ?    | ?    |      |      | Frans               |
| 1957 | Danièle Dupré                                | Amours mortes (tant de peine)  | 4    | 8    |      |      | Frans               |
| 1958 | Solange Berry                                | Un grand amour                 | 9    | 1    |      |      | Frans               |
| 1960 | Camillo Felgen                               | So laang we's du do bast       | 13   | 1    |      |      | Luxemburgs          |
| 1961 | Jean-Claude Pascal                           | Nous les amoureux              | 1    | 31   |      |      | Frans               |
| 1962 | Camillo Felgen                               | Petit bonhomme                 | 3    | 11   |      |      | Frans               |
| 1963 | Nana Mouskouri                               | A force de prier               | 8    | 13   |      |      | Frans               |
| 1964 | Hugues Aufray                                | Dès que le printemps revient   | 4    | 14   |      |      | Frans               |
| 1965 | France Gall                                  | Poupée de cire, poupée de son  | 1    | 32   |      |      | Frans               |
| 1966 | Michèle Torr                                 | Ce soir je t'attendais         | 10   | 7    |      |      | Frans               |
| 1967 | Vicky Leandros                               | L'amour est bleu               | 4    | 17   |      |      | Frans               |
| 1968 | Chris Baldo & Sophie Garel                   | Nous vivrons d'amour           | 11   | 5    |      |      | Frans               |
| 1969 | Romuald                                      | Cathérine                      | 11   | 7    |      |      | Frans               |
| 1970 | David Alexandre Winter                       | Je suis tombé du ciel          | 12   | 0    |      |      | Frans               |
| 1971 | Monique Melsen                               | Pomme, pomme, pomme            | 13   | 70   |      |      | Frans               |
| 1972 | Vicky Leandros                               | Après toi                      | 1    | 128  |      |      | Frans               |
| 1973 | Anne-Marie David                             | Tu te reconnaîtras             | 1    | 129  |      |      | Frans               |
| 1974 | Ireen Sheer                                  | Bye bye, I love you            | 4    | 14   |      |      | Frans               |
| 1975 | Geraldine                                    | Toi                            | 5    | 84   |      |      | Frans               |
| 1976 | Jürgen Marcus                                | Chanson pour ceux qui s'aiment | 14   | 17   |      |      | Frans               |
| 1977 | Anne-Marie Besse                             | Frère Jacques                  | 16   | 17   |      |      | Frans               |
| 1978 | Baccara                                      | Parlez-vous français ?         | 7    | 73   |      |      | Frans               |
| 1979 | Jeane Manson                                 | J'ai déjà vu ça dans tes yeux  | 13   | 44   |      |      | Frans               |
| 1980 | Sophie & Magaly                              | Papa pingouin                  | 9    | 56   |      |      | Frans               |
| 1981 | Jean-Claude Pascal                           | C'est peut-être pas l'Amérique | 11   | 41   |      |      | Frans               |
| 1982 | Svetlana                                     | Cours après le temps           | 6    | 78   |      |      | Frans               |
| 1983 | Corinne Hermès                               | Si la vie est cadeau           | 1    | 142  |      |      | Frans               |
| 1984 | Sophie Carle                                 | 100% d'amour                   | 10   | 39   |      |      | Frans               |
| 1985 | Margo, Franck, Diane, Ireen, Malcolm & Chris | Children, Kinder, enfants      | 13   | 37   |      |      | Frans               |
| 1986 | Sherisse Laurence                            | L'amour de ma vie              | 3    | 117  |      |      | Frans               |
| 1987 | Plastic Bertrand                             | Amour amour                    | 21   | 4    |      |      | Frans               |
| 1988 | Lara Fabian                                  | Croire                         | 4    | 90   |      |      | Frans               |
| 1989 | Park Café                                    | Monsieur                       | 20   | 8    |      |      | Frans               |
| 1990 | Céline Carzo                                 | Quand je te rêve               | 13   | 38   |      |      | Frans               |
| 1991 | Sarah Bray                                   | Un baiser volé                 | 14   | 29   |      |      | Frans               |
| 1992 | Marion Welter & Kontinent                    | Sou fräi                       | 21   | 10   |      |      | Luxemburgs          |
| 1993 | Modern Times                                 | Donne-moi une chance           | 20   | 11   |      |      | Frans en Luxemburgs |
| 2024 | Tali                                         | Fighter                        | 13   | 103  | 5    | 117  | Frans en Engels     |
| 2025 | Laura Thorn                                  | La poupée monte le son         | 22   | 47   | 7    | 62   | Frans               |
| 2026 |                                              |                                |      |      |      |      |                     |

## Dirigenten
Tot en met het songfestival van 1998 werden de liedjes met een live orkest ten gehore gebracht. De dirigenten bij de Luxemburgse inzendingen waren:
- Jacques Lassry: 1956
- Willy Berking: 1957
- Dolf van der Linden: 1958
- Eric Robinson: 1960, 1963
- Léo Chauliac: 1961
- Jean Roderes: 1962, 1966
- Jacques Denjean: 1964
- Alain Goraguer: 1965
- Claude Denjean: 1967
- André Borly: 1968
- Augusto Algueró: 1969
- Raymond Lefèvre: 1970
- Jean Claudric: 1971, 1982
- Klaus Munro: 1972
- Pierre Cao: 1973
- Charles Blackwell: 1974
- Phil Coulter: 1975
- Jo Plée: 1976
- Johnny Arthey: 1977
- Rolf Soja: 1978, 1986
- Hervé Roy: 1979
- Norbert Daum: 1980, 1985
- Joël Rocher: 1981
- Michel Bernholc: 1983
- Pascal Stive: 1984
- Alec Mansion: 1987
- Régis Dupré: 1988
- Benoît Kaufman: 1989
- Thierry Durbet: 1990
- Francis Goya: 1991, 1993
- Christian Jakob: 1992

Van 1957 tot 1960 en in 1963, 1969 en 1989 stuurde Luxemburg geen eigen dirigent naar het festival, maar werd de inzending gedirigeerd door de dirigent van het huisorkest van de organiserende omroep.

## Punten
Uit de periode 1957-2025. Punten uit de halve finales zijn in deze tabellen niet meegerekend.
| Plaats | Land                | Punten |
| ------ | ------------------- | ------ |
| 1      | Verenigd Koninkrijk | 180    |
| 2      | Frankrijk           | 157    |
| 3      | Zwitserland         | 128    |
| 4      | Ierland             | 116    |
| 5      | Israël              | 109    |

| Plaats | Land                | Punten |
| ------ | ------------------- | ------ |
| 1      | Ierland             | 103    |
| 2      | Frankrijk           | 100    |
| 3      | Portugal            | 97     |
| 4      | Verenigd Koninkrijk | 95     |
| 5      | Finland             | 87     |

### Twaalf punten gegeven aan Luxemburg
| Aantal | Land        | Wanneer          |
| ------ | ----------- | ---------------- |
| 3      | Israël      | 1983, 2024 (j+t) |
| 2      | Frankrijk   | 1983, 1990       |
| 2      | Italië      | 1978, 1983       |
| 1      | Duitsland   | 1986             |
| 1      | Finland     | 1988             |
| 1      | Griekenland | 1983             |
| 1      | Ierland     | 1988             |
| 1      | Joegoslavië | 1983             |
| 1      | Nederland   | 1975             |
| 1      | Noorwegen   | 1986             |
| 1      | Portugal    | 1978             |
| 1      | Spanje      | 1978             |
| 1      | Zwitserland | 1988             |

### Twaalf punten gegeven door Luxemburg
(Vetgedrukte landen waren ook de winnaar van dat jaar.)
| Jaar | Land                | Jaar                       | Land                       |
| ---- | ------------------- | -------------------------- | -------------------------- |
| 1975 | Verenigd Koninkrijk | 1989                       | Verenigd Koninkrijk        |
| 1976 | Monaco              | 1990                       | Duitsland                  |
| 1977 | Verenigd Koninkrijk | 1991                       | Zwitserland                |
| 1978 | Israël              | 1992                       | Malta                      |
| 1979 | Frankrijk           | 1993                       | Zwitserland                |
| 1980 | Nederland           | 1994 - 2023: geen deelname | 1994 - 2023: geen deelname |
| 1981 | Frankrijk           | 2024                       | Zwitserland (j) Israël (t) |
| 1982 | Verenigd Koninkrijk | 2025                       | Frankrijk (j) Israël (t)   |
| 1983 | Duitsland           |                            |                            |
| 1984 | België              |                            |                            |
| 1985 | Italië              |                            |                            |
| 1986 | Zwitserland         |                            |                            |
| 1987 | Frankrijk           |                            |                            |
| 1988 | Nederland           |                            |                            |

1956 · 1957 · 1958 · 1959 · 1960 · 1961 · 1962 · 1963 · 1964 · 1965 · 1966 · 1967 · 1968 · 1969 · 1970 · 1971 · 1972 · 1973 · 1974 · 1975 · 1976 · 1977 · 1978 · 1979 · 1980 · 1981 · 1982 · 1983 · 1984 · 1985 · 1986 · 1987 · 1988 · 1989 · 1990 · 1991 · 1992 · 1993 · 1994-2023 · 2024 · 2025